# リケニナーゼ
リケニナーゼ(Licheninase、EC 3.2.1.73)は、リケニンや穀物の(1->3)- 及び(1->4)-結合が含まれるβ-D-グルカンの(1->4)-β-D-グルコシド結合の加水分解を触媒する酵素である。
この酵素は、加水分解酵素に分類され、特にグリコシル化合物に作用する。系統名は、(1->3)-(1->4)-β-D-グルカン 4-グルカノヒドロラーゼ((1->3)-(1->4)-beta-D-glucan 4-glucanohydrolase)である。リケナーゼ(lichenase)等とも呼ばれる。